# Borkovići, Plužine
Borkovići este un sat din comuna Plužine, Muntenegru. Conform datelor de la recensământul din 2003, localitatea are 131 de locuitori (la recensământul din 1991 erau 174 de locuitori).

## Demografie
În satul Borkovići locuiesc 118 persoane adulte, iar vârsta medie a populației este de 41,7 de ani (40,7 la bărbați și 42,8 la femei). În localitate sunt 36 de gospodării, iar numărul mediu de membri în gospodărie este de 3,64.
Populația localității este foarte eterogenă.
|  |

| Demografie | Demografie | Demografie |
| An         | Locuitori  | Locuitori  |
| ---------- | ---------- | ---------- |
|            |            |            |
|            |            |            |
|            |            |            |
|            |            |            |
| 1948       | 311        |            |
| 1953       | 316        |            |
| 1961       | 298        |            |
| 1971       | 310        |            |
| 1981       | 275        |            |
| 1991       | 174        | 174        |
| 2003       | 133        | 131        |

| \| Componența etnică conform recensământului din 2003[2] \| Componența etnică conform recensământului din 2003[2] \| Componența etnică conform recensământului din 2003[2] \| Componența etnică conform recensământului din 2003[2] \| Componența etnică conform recensământului din 2003[2] \| \| ----------------------------------------------------- \| ----------------------------------------------------- \| ----------------------------------------------------- \| ----------------------------------------------------- \| ----------------------------------------------------- \| \| \| \| \| \| \| \| Sârbi \| Sârbi \| \| 76 \| 58,01% \| \| Muntenegreni \| Muntenegreni \| \| 55 \| 41,98% \| \| necunoscută \| necunoscută \| \| 0 \| 0% \| |              |  |    |        |
| Componența etnică conform recensământului din 2003 |              |  |    |        |
| |              |  |    |        |
| Sârbi | Sârbi        |  | 76 | 58,01% |
| Muntenegreni | Muntenegreni |  | 55 | 41,98% |
| necunoscută | necunoscută  |  | 0  | 0%     |